# Липковицы
Ли́пковицы — деревня в Котельском сельском поселении Кингисеппского района Ленинградской области.

## История
Впервые упоминается в Писцовой книге Водской пятины 1500 года как сельцо Лепково в Егорьевском Ратчинском погосте Копорского уезда.
Затем как деревня Läpkouo by в Ратчинском погосте в шведских «Писцовых книгах Ижорской земли» 1618—1623 годов.
На карте Ингерманландии А. И. Бергенгейма, составленной по шведским материалам 1676 года, она обозначена как деревня Capkowby.
На шведской «Генеральной карте провинции Ингерманландии» 1704 года — как Läpikowa.
Как деревня Линковицы она упомянута на карте Ингерманландии А. Ростовцева 1727 года.
Как деревня Летковицы — на карте Санкт-Петербургской губернии Я. Ф. Шмидта 1770 года.
На карте Санкт-Петербургской губернии Ф. Ф. Шуберта 1834 года обозначена деревня Липковицы, состоящая из 22 крестьянских дворов, к югу от неё отмечена мыза Помещика Лербаса на реке Индыш.

ЛЕБКОВИЦЫ — деревня принадлежит графам Шуваловым, число жителей по ревизии: 60 м. п., 66 ж. п. (1838 год)

Согласно карте профессора С. С. Куторги 1852 года деревня называлась Липковицы, к югу от неё находились мыза Лербаса и водяная мельница.

ЛИПКОВИЦЫ — деревня титулярного советника Шулепникова, 10 вёрст по почтовой, а остальное по просёлочной дороге, число дворов — 14, число душ — 53 м. п. (1856 год)

ЛЕБКОВИЦЫ — деревня, число жителей по X-ой ревизии 1857 года: 51 м. п., 53 ж. п., всего 104 чел.

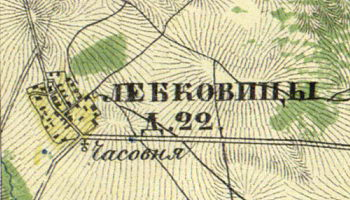
Деревня Липковицы на карте 1860 года

Согласно «Топографической карте частей Санкт-Петербургской и Выборгской губерний» в 1860 году деревня называлась Лебковицы насчитывала 22 крестьянских двора, на южной окраине деревни располагалась часовня.

ЛИПКОВИЦЫ — деревня владельческая при пруде, число дворов — 16, число жителей: 52 м. п., 55 ж. п.; Часовня. (1862 год)

В 1868—1869 годах временнообязанные крестьяне деревни Лебковицы выкупили свои земельные наделы у Н. А. Блок и стали собственниками земли.

ЛЕБКОВИЦЫ — деревня, по земской переписи 1882 года: семей — 23, в них 55 м. п., 71 ж. п., всего 124 чел.

ЛЕБКОВИЦЫ — деревня, число хозяйств по земской переписи 1899 года — 19, число жителей: 57 м. п., 61 ж. п., всего 118 чел.;
 разряд крестьян: бывшие владельческие; народность: русская

В конце XIX — начале XX века деревня административно относилась Ратчинской волости 2-го стана Ямбургского уезда Санкт-Петербургской губернии.
С 1917 по 1923 год деревня Липковицы входила в состав Тютицкого сельсовета Ратчинской волости Кингисеппского уезда.
С 1923 года в составе Котельской волости.
С 1923 года в составе Велькотского сельсовета.
С 1925 года в составе Кайболовского сельсовета.
Согласно данным переписи населения СССР 1926 года в деревне Либковицы проживали 109 человек, все русские.
С 1927 года в составе Котельского района.
В 1928 году население деревни Липковицы также составляло 109 человек.
Согласно топографической карте 1930 года деревня насчитывала 23 двора.
С 1931 года в составе Кингисеппского района.
По данным 1933 года деревня называлась Либковицы и входила в состав Кайболовского сельсовета Кингисеппского района.

План деревни Липковицы. 1938 год

Согласно топографической карте 1938 года деревня также насчитывала 23 двора.
C 1 августа 1941 года по 31 января 1944 года деревня находилась в оккупации.
С 1954 года в составе Удосоловского сельсовета.
В 1958 году население деревни Липковицы составляло 63 человека.
С 1959 года вновь в составе Кайболовского сельсовета.
По данным 1966 и 1973 годов деревня Липковицы также находилась в составе Удосоловского сельсовета.
По данным 1990 года деревня Липковицы входила в состав Котельского сельсовета.
В 1997 году в деревне Липковицы проживали 15 человек, в 2002 году — также 15 человек (русские — 93 %), в 2007 году — также 15.

## География
Деревня расположена в северо-восточной части района к северу от автодороги 41К-112 (Домашово — Большое Руддилово) и к югу от автодороги 41К-008 (Петродворец — Криково).
Расстояние до административного центра поселения — 12 км.
Расстояние до железнодорожной платформы Николаево — 7,5 км.

## Демография
| 1862 | 2007 | 2010 | 2017 |
| ---- | ---- | ---- | ---- |
| 107  | ↘15  | ↘8   | ↗13  |

### Национальный состав
Согласно данным Всероссийской переписи населения 2021 года в деревне проживали 6 человек, из них:
 русские — 4, белорусы — 1, латыши — 1 человек.